# Ranunculus submarginatus
Ranunculus submarginatus Ovcz. – gatunek rośliny z rodziny jaskrowatych (Ranunculaceae Juss.). Występuje naturalnie w Rosji (w zachodniej Syberii) oraz Chinach (w zachodniej i północnej części regionu autonomicznego Sinciang). 

## Morfologia
PokrójBylina o lekko owłosionych pędach. Dorasta do 18–25 cm wysokości.
LiścieSą trójdzielne. W zarysie mają kształt od sercowato nerkowego do sercowato pięciokątnego, złożone z romboidalnie stożkowych segmentów. Mierzą 2–4,5 cm długości oraz 2,5–7,5 cm szerokości. Nasada liścia ma sercowaty kształt. Ogonek liściowy jest nagi lub lekko owłosiony i ma 5–8,5 cm długości.
KwiatySą zebrane po 2–3 w wierzchotkach jednoramiennych. Pojawiają się na szczytach pędów. Mają żółtą barwę. Dorastają do 17–20 mm średnicy. Mają 5 eliptycznych działek kielicha, które dorastają do 5 mm długości. Mają 7 odwrotnie owalnych płatków o długości 8–10 mm.
OwoceNagie niełupki o odwrotnie owalnym kształcie i długości 3 mm. Tworzą owoc zbiorowy – wieloniełupkę o prawie kulistym kształcie i dorastającą do 5–7 mm długości.

## Biologia i ekologia
Rośnie na łąkach. Występuje na obszarze górskim na wysokości około 1300 m n.p.m. Kwitnie w sierpniu. 